# Рабинс, Леонид Ефимович
Леонид Ефимович Рабинс (12 июля 1925, Одесса — 23 ноября 2002, Москва) — советский и российский скульптор, график и педагог.

## Биография
Леонид Рабинс родился 12 июля 1925 года в Одессе. Его отец Ефим Леонидович (Леонович) Рабинс (Рабинович), экономист и член компартии США, переехал в СССР в начале 1920-х годов. В начале 1930-х годов возглавлял Государственный еврейский театр. Позднее был репрессирован.
Окончив школу-десятилетку, Леонид Рабинс поступил в Московский инженерно-строительный институт имени В. В. Куйбышева, но в феврале 1943 году был призван в Красную армию. С февраля по июль 1943 года проходил обучение в Телавском военно-пехотном училище. С июля 1943 по август 1944 года обучался в Васильевской военной авиашколе. С августа 1944 по декабрь 1946 года служил авиамехаником в тылу, в учебном авиаполку Академии имени Жуковского.
После демобилизации поступил в Московский институт прикладного и декоративного искусства (МИПИДИ). В 1952 году, после закрытия МИПИДИ, перешёл в Московский государственный художественный институт имени В. И. Сурикова, который окончил в 1953 году.
С 1953 года принимал участие в художественных выставках. Его работы экспонировались в СССР и за рубежом, в том числе в Италии и Финляндии.
Л. Е. Рабинс — автор более 300 монументальных, станковых и декоративных работ. Множество его работ посвящены теме спорта. Он являлся членом президиума Федерации наглядной пропаганды спорта Спорткомитета СССР. Скульптор говорил: «Для меня — чем выше мастерство в спорте того или иного боксёра, лыжника, бегуна, гимнаста, тем отточенней его движения, пластика, красота».
Увлекался горными лыжами, плаваньем и игрой в теннис. Имел второй спортивный разряд по волейболу. Был инструктором по горнолыжному спорту.
Мастерская скульптора располагалась в подвале пятиэтажного дома рядом со станцией метро «Октябрьское Поле». С 1984 года он преподавал в собственной художественной студии. Занимался общественной деятельностью. Член правления Московского Союза художников, заместитель председателя совета Дома художников, член президиума Центрального дома работников искусств.
В 1930-х — 1940-х годах жил в Москве по адресу: Малая Бронная улица, дом 11/13, кв. 43.

## Работы
Монументальные произведения

Рельеф на здании гуманитарных факультетов МГУ

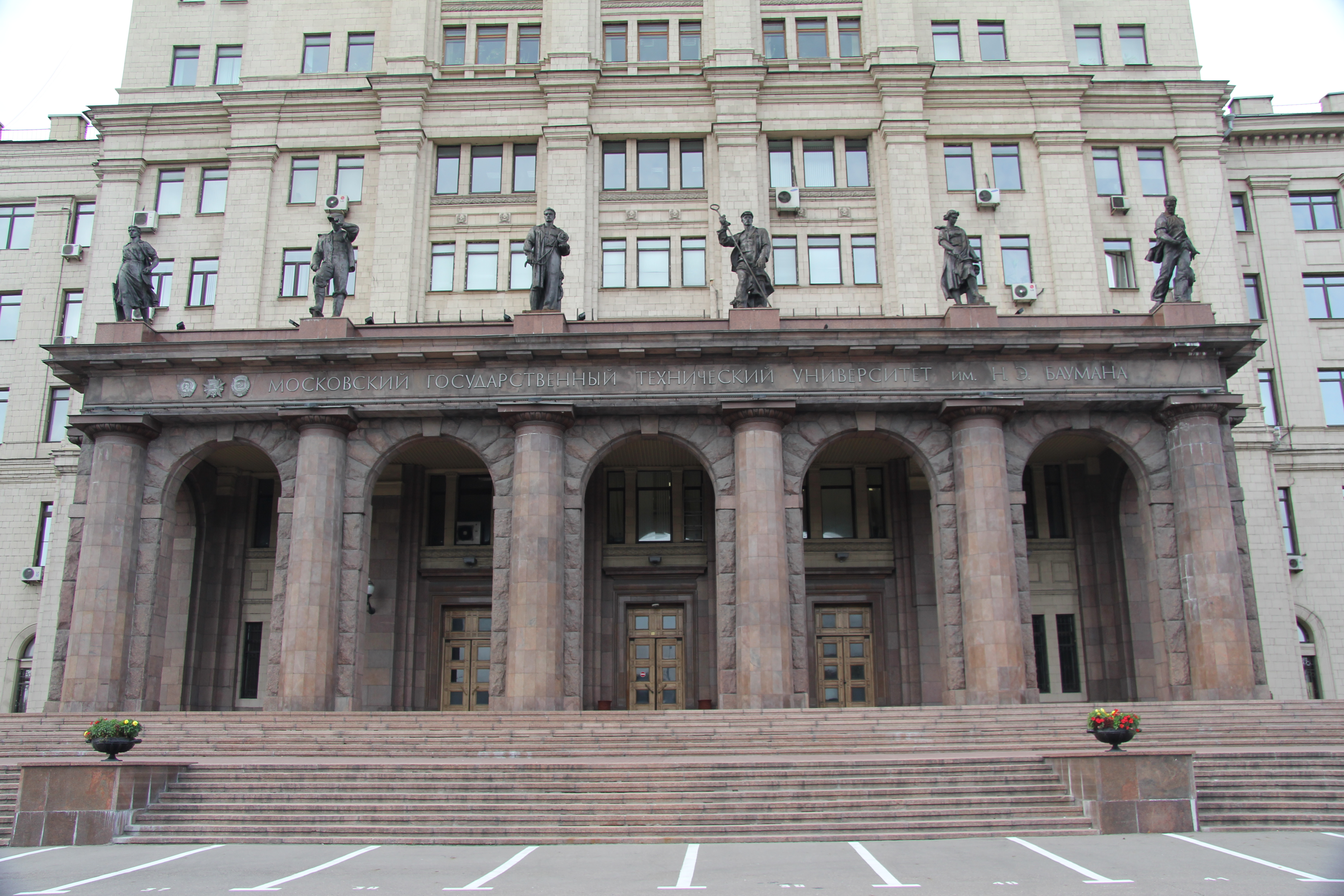
Скульптуры на портале главного корпуса МГТУ им. Баумана

- Памятник погибшим в Великой Отечественной войне (1970; Шуманай, Каракалпакской АССР)[2]
- Памятник погибшим в Великой Отечественной войне (1985; Ковдор, Мурманская область)[2]
- Памятник погибшим в Великой Отечественной войне (Бугуруслан, Оренбургская область)[6]
- Рельеф на здании гуманитарных факультетов МГУ на Ленинских горах (1968, совместно с Б. С. Широковым)[2][12]
- 6 скульптур представителей разных профессий на портале главного корпуса МГТУ имени Н. Э. Баумана (1955—1956; соавторы М. Д. Лукашевкер, Ю. П. Поммер, В. М. Кураев, Д. М. Шаховской, А. А. Богословский)[13][6][14][15]
- Мемориальная доска с рельефом писателя Ф. В. Гладкова (1968; Москва, Соймоновский проезд, 5; совместно с архитектором В. Е. Ассом)[16]
- Конкурсный проект оформления Гребного канала к Олимпиаде-80 (1975, совместно с архитектором И. С. Телятниковым). Этот проект предусматривал сооружение гигантских вёсел, возносящих олимпийские кольца на высоту 30 метров[17].

Надгробия
- Учителю В. Д. Лазареву на Новодевичьем кладбище (1965)[2][18]
- Геологу М. П. Русакову на Новодевичьем кладбище (1970)[2][18]
- Вице-адмиралу М. Г. Яковенко на Новодевичьем кладбище[18]
- Заместителю министра станкостроительной и инструментальной промышленности В. Г. Борисову на Новодевичьем кладбище[18]
- Художнику М. М. Черемных в колумбарии Новодевичьего кладбища (1970)[2][18]
- Художнику Г. В. Храпаку на Донском кладбище[6]

Станковая скульптура
- «Рапира. Флеш» (1970)[2][8]
- «Эстафета на приз „Вечерней Москвы“» («Садовое кольцо», 1979)[7]
- «Боксёр» (1962, 2 метра, находилась в Спортивном дворце ЦСКА)[8][9]
- «Слаломист»[8]
- «Горнолыжник»[8]
- «Ядро» («Метатель ядра»)[8][7]
- «Чемпион мира Гончаренко»[8]
- «Скорбь» (1966, парк «Музеон»)[19][6]. Скульптура посвящена памяти погибших в Великой Отечественной войне[6].
- «Метаморфозы»[2]. Особенностью этой бронзовой женской статуэтки является то, что в зависимости от положения она символизирует разные настроения: радость, горе, спокойствие и страсть[6].
- «Конфликт»[2]
- Портрет актрисы Т. Робин[2]
- Портрет хирурга Л. Шнапера[2]

## Награды
- Медаль «За победу над Германией в Великой Отечественной войне 1941—1945 гг.»[1]